# Krka (företag)
Krka är ett slovenskt läkemedelsbolag. Företaget är verksamt över hela Europa och framställer både märkes- och generiska läkemedel, bland annat naproxen, haloperidol och sertralin.